# Hayato Okanaka
Hayato Okanaka (jap. 岡中 勇人, Okanaka Hayato; * 26. September 1968 in der Präfektur Hyōgo) ist ein ehemaliger japanischer Fußballspieler.

## Karriere
Okanaka erlernte das Fußballspielen in der Schulmannschaft der Tokai University Daigo High School und der Universitätsmannschaft der Tōkai-Universität. Seinen ersten Vertrag unterschrieb er 1991 bei Matsushita Electric. Der Verein spielte in der höchsten Liga des Landes, der Japan Soccer League. Mit Gründung der Profiliga J.League 1992 und der damit verbundenen Neuorganisation des japanischen Fußballs wurde Matsushita Electric zu Gamba Osaka. Für den Verein absolvierte er 156 Erstligaspiele. 2002 wechselte er zum Zweitligisten Ōita Trinita. 2002 wurde er mit dem Verein Meister der J2 League und stieg in die J1 League auf. Für den Verein absolvierte er 84 Spiele. Ende 2005 beendete er seine Karriere als Fußballspieler.